# Alexander Olbrich (Schauspieler)
Alexander Olbrich (* um 1863; † nach 1915) war ein deutscher Theaterschauspieler.

## Leben
Olbrich begann seine Bühnenlaufbahn 1884 in Lüneburg, kam 1886 nach Iserlohn, 1887 nach Wesel und 1888 nach Heidelberg. 1889 wurde er ans Hoftheater Oldenburg engagiert, woselbst er bis 1898 verblieb und sich während dieser langen Zeit größter Beliebtheit erfreute. 1899 wirkte er am Belle Alliancetheater in Berlin und trat ein Jahr später in den Verband des Düsseldorfer Stadttheaters, wo er bis mindestens 1902 verblieb. In den verbleibenden Jahren vor Ausbruch des Ersten Weltkriegs war er langjähriges Ensemblemitglied des Dresdner Residenztheaters.
Aus der langen Reihe seiner Darbietungen seien herausgegriffen „Schummerich“, „Reis-Reislingen“, „Feldt“ etc.
Letztmals wird Olbrich als Schauspieler 1915 in Dresdner Adressbüchern genannt. Sein anschließender Lebensweg ist derzeit unbekannt.